# Через мистецтво — до миру і взаєморозуміння
«Через мистецтво — до миру і взаєморозуміння» — нагорода яку отримують діячі культури і мистецтва, творчі колективи, організації, які внесли значний внесок у зміцнення міжнародного культурного співробітництва, пропаганду досягнень і зразків світової художньої культури, заснованих на гуманістичних ідеалах і цінностях.
Нагорода вручається Президент Республіки Білорусь або уповноваженим ним посадовою особою на церемонії урочистого відкриття Міжнародного фестивалю мистецтв «Слов'янський базар у Вітебську».

## Список
Кавалери нагороди:
- 2005 — Андрій Петров
- 2006 — Алла Пугачова
- 2007 — Софія Ротару
- 2008 — Олекса́ндра Па́хмутова
- 2009 — Валерій Лео́нтьєв
- 2010 — Пісняри
- 2011 — І́гор Лучено́к
- 2012 — Лев Лещенко
- 2013 — Едіта П'єха
- 2014 — Надія Бабкіна
- 2015 — Полад Бюль-Бюль Огли
- 2016 — Михайло Фінберг та Національний академічний концертний оркестр Білорусі

Імена володарів нагороди увічнені на «Алеї зірок» біля амфітеатру.